# Máquina de punto
La máquina de punto o tricotosa es un dispositivo mecánico utilizado para tejer. Se utilizaba accionando los pedales para así lograr mover las platinas. La base del punto es el bucle, a diferencia del tejido del telar que se compone de hilos entrecruzados en ángulo recto.
Existen numerosos tipos de máquinas de punto, que van desde simples bobinas o plantillas de cartón sin partes móviles a mecanismos altamente complejos controlados por la electrónica. Todos, sin embargo, producen diversos tipos de tejidos de punto, usualmente planos o tubulares, y de diversos grados de complejidad. El patrón del punto se puede seleccionar mediante la manipulación manual de las agujas, con botones y marcadores, tarjetas perforadas o dispositivos electrónicos de lectura de patrones.

## Historia

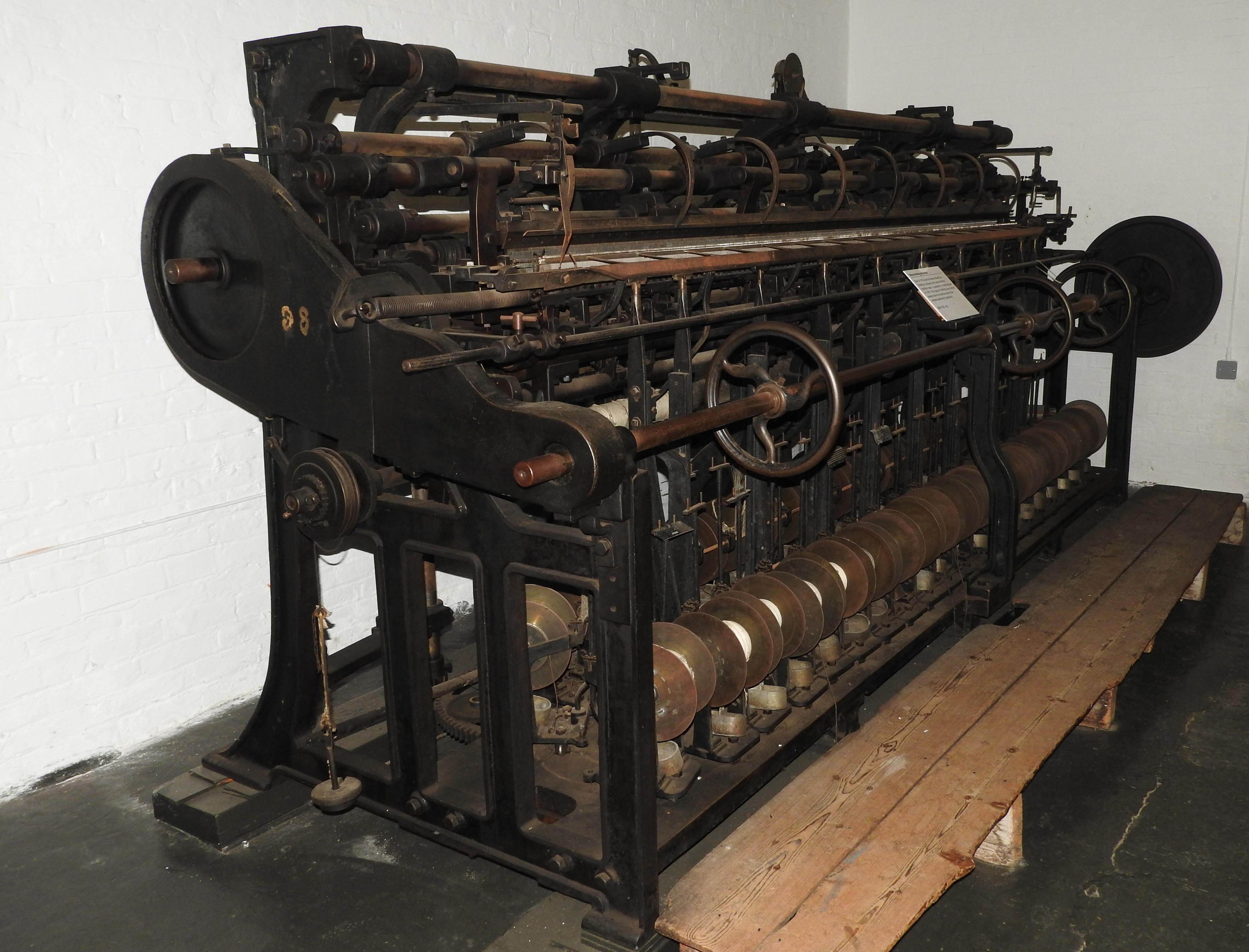
Máquina para hacer tejido de punto de urdimbre de 1910

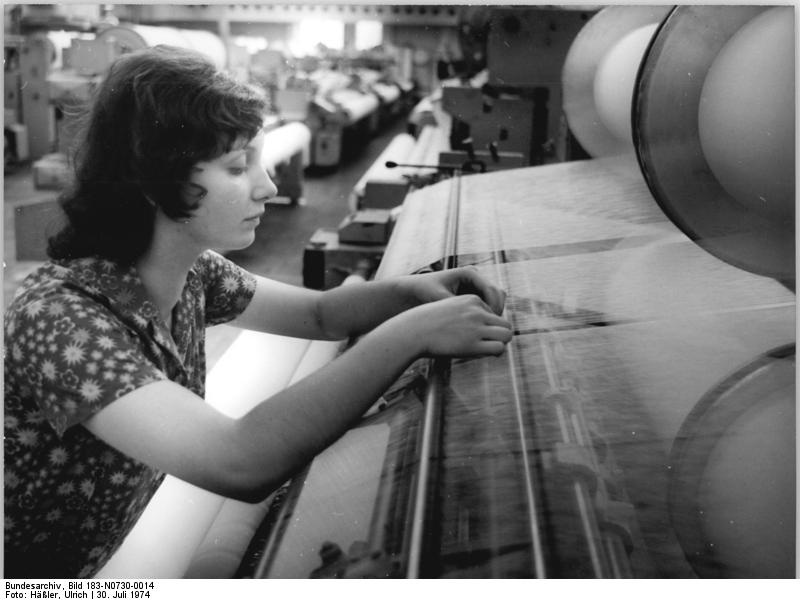
Operaria manipulando una máquina de punto en Alemania en 1974

El origen del tejido de punto está en oriente medio, los restos más antiguos que se conocen han sido datados en el año 256 y se han hallado ejemplares posteriores en las tumbas de los reyes egipcios del siglo V en adelante.[cita requerida] Antes del siglo XVI, todo tejido de punto se hacía usando un par de varillas o un bastidor de clavijas que podía ser plano o circular.
La máquina de punto fue inventada por un clérigo inglés llamado William Lee en 1589. Quien, junto con su hermano James, presentó su invento en la corte de la reina Isabel I de Inglaterra quien le negó la patente por la posible oposición del gremio de las tejedoras. Finalmente se marchó a Francia, adonde fue bien recibido y donde Maximilien de Béthune ordenó la construcción de la primera fábrica textil en Ruan en 1612.[cita requerida] Aun así, su invención no fue bien apreciada y su reconocimiento no se dio hasta después de su muerte.

## Procedimiento

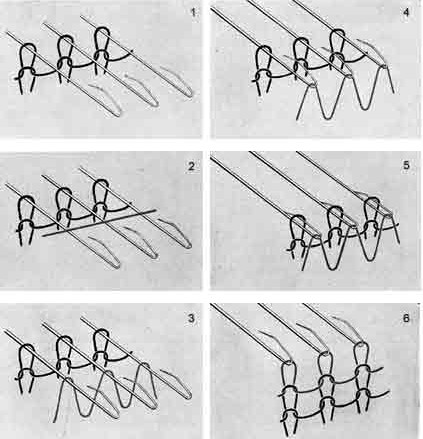
Las seis etapas en el ciclo de la máquina de punto

El bastidor de clavijas lleva una serie de agujas en línea, que es la base de la máquina. Cada clavija lleva en la parte superior una cruceta que sirve para mantener un su sitio los bucles de la lana.
En un principio se arrolla el hilo en torno a cada cruceta de la línea y luego invirtiendo la dirección se le hace pasar sucesivamente a través de la parte frontal de cada bucle.
El bucle primitivo sale de su clavija pasando sobre el hilo que forma entonces el bucle siguiente en cada cruceta; el proceso continua en cada clavija hasta que se ha formado una nueva hilera de puntos, se vuelve a invertir la dirección, se hace una nueva hilera y así continua el proceso hasta obtener el 